# 페미니스트 이론
페미니스트 이론 또는 여성주의자 이론, 여성주의 이론은 여성주의를 이론적, 허구적, 철학적 담론으로 확장한 것이다. 성 불평등의 본질을 이해하는 것을 목표로 한다. 인류학, 사회학, 커뮤니케이션, 대중 매체 연구, 정신분석학, 정치 이론, 가정경제, 문학, 교육, 철학 등 다양한 분야에서 여성과 남성의 사회적 역할, 경험, 관심, 집안일, 여성주의 정치를 검토한다.
페미니스트 이론은 종종 성 불평등을 분석하는 데 중점을 둔다. 페미니스트 이론에서 자주 탐구되는 주제에는 차별, 대상화(특히 성적 대상화), 억압, 가부장제, 고정관념, 미술사와 현대 미술, 미학이 포함된다.

## 같이 보기
- 무정부 여성주의
- 반여성주의
- 기독교 여성주의
- 갈등 이론
- 문화 여성주의
- 제1세대 여성주의
- 여성주의의 역사
- 성평등
- 세계 여성주의
- 이슬람 여성주의
- 레즈비언 페미니즘
- 립스틱 여성주의
- 자유주의적 여성주의
- 마르크스주의 여성주의
- 탈식민주의 여성주의
- 포스트모던 여성주의
- 급진적 여성주의
- 강간 문화
- 여성주의자 분리주의
- 제2세대 여성주의
- 친섹스 여성주의
- 사회주의적 여성주의구조주의
- 제3세대 여성주의
- 트랜스여성주의